# Der Schwur des Kärnan
Der Schwur des Kärnan (kortweg: Kärnan) (Nederlands: De eed van Kärnan) is een attractie in het Duitse attractiepark Hansa-Park, die werd geopend op 1 juli 2015. Het is een stalen achtbaan in het thema van de Kärnan in Helsingborg, waarbij bezoekers de geruchten rondom een vermoedelijke vloek op de Kärnan en koning Erik VI van Denemarken verkennen.

## Beschrijving

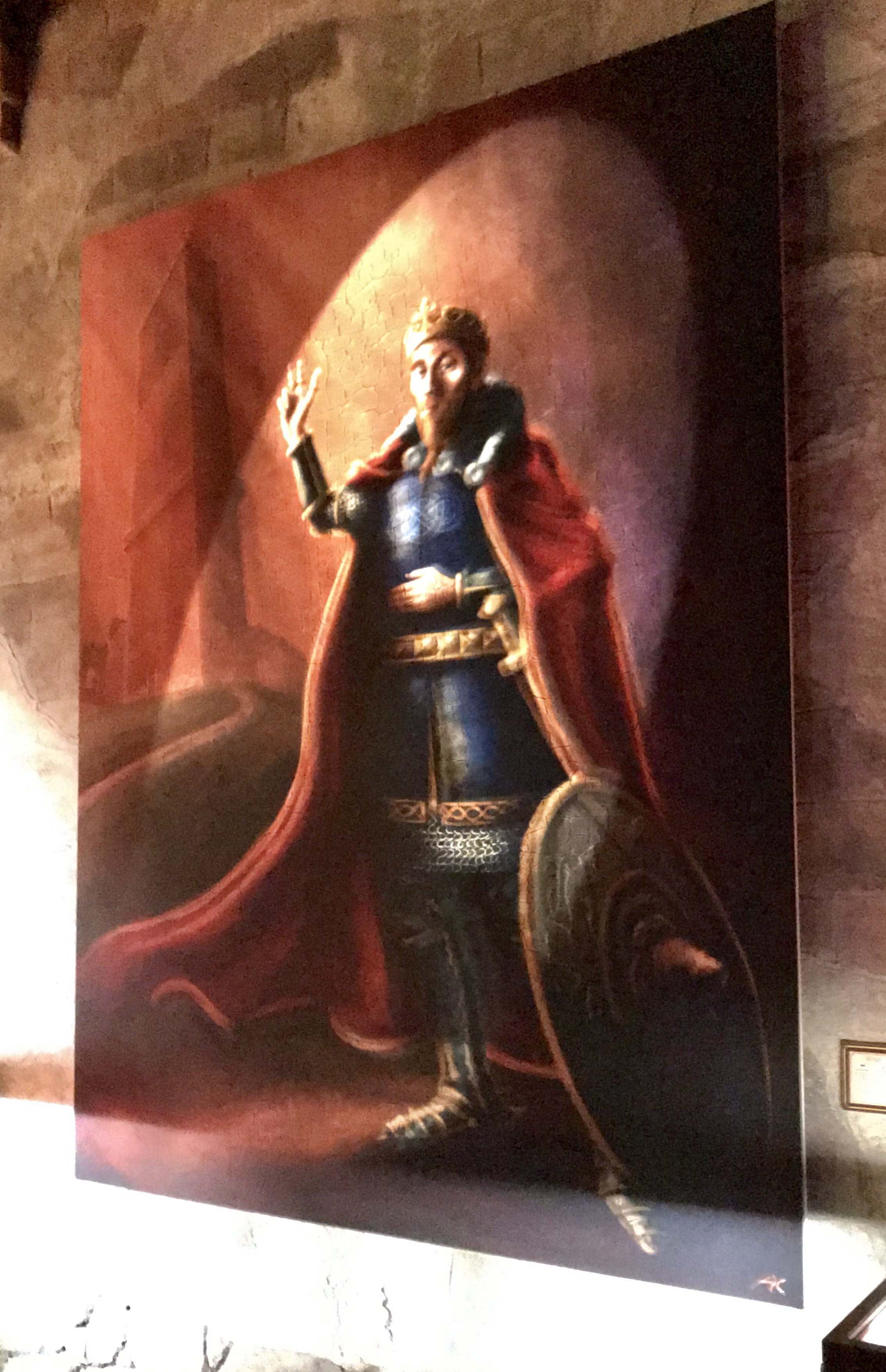
Het schilderij van koning Erik VI van Denemarken in de troonzaal van het Kärnan-museum

Het attractiegebouw is van buiten vormgegeven als een uitvergrote, langere versie van de echte Kärnan in Helsingborg. Gasten betreden de attractie via een gebouwencomplex aan de voet van deze toren, alwaar ze door het fictieve Kärnan-museum worden geleid.
In en rondom dit museum hangen enkele televisieschermen die het verhaal van de attractie vertellen middels een aantal fictieve documentaires of Kärnan. In deze documentaire bezoekt journalist Christian Schröder de Kärnan in Helsingborg, waarbij hij enkele geruchten over een vloek op de Kärnan probeert te onderzoeken in een gesprek met de Zweedse archeologe Jenny Fridh. De geruchten gaan dat bij de bouw van de Kärnan, koning Erik VI van Denemarken eiste dat er een onneembare vesting gebouwd zou worden. Om dit te volbrengen, sprak hij een toverspreuk uit over de Kärnan die hij afsloot met zijn lijfspreuk Ved alle hellige mænd. Bij het uitspreken van deze toverspreuk zou zijn ziel stukje voor stukje oplossen en voor altijd in de toren van de Kärnan huizen om de toren onoverwinbaar te maken. Kort daarna werd de koning snel ouder en overleed hij aan de gevolgen van zijn obsessie om een onoverwinnelijk fort te bouwen. Recentelijk is bij archeologische opgravingen in de Kärnan een perkament gevonden dat vermoedelijk de toverspreuk bevat die Erik VI oplas alvorens hij werd opgelost in de Kärnan. Dat perkament wordt nu publiekelijk tentoongesteld in de troonzaal van de Kärnan, onderdeel van het Kärnan-museum.
Wanneer gasten het museum zelf betreden, loopt de wachtrij de Kärnan in, langs de troonzaal, alwaar een schilderij van koning Erik VI hangt samen met het mysterieuze perkament. Zo nu en dan licht het parkament groen op, vliegen de letters van het perkament over het schilderij heen naar de troon, waar vervolgens het wapen van de koning groen oplicht en het begint te donderen en te bliksemen. Als de lichten in de kamer uitvallen, en daarna weer aangaan lijkt het alsof er niets gebeurd is.
De wachtrij loopt vervolgens door de verdere kamers van de Kärnan, dieper de toren in. Aldaar loopt de wachtrij langs een zojuist door archeologen ontdekt gedeelte, waarbij een geheim gangenstelsel is blootgelegd. Dit gangenstelsel leidt naar een ritsysteem (de eigenlijke achtbaan), waarin gasten plaats kunnen nemen om de oude geheime gangen van het complex te verkennen.

### De achtbaan
De achtbaan is gemaakt door Gerstlauer en is een aangepast model van de Infinity Coaster. De achtbaan leidt via enkele bochten naar een verticale lifthill die de toren van het complex in gaat. Wanneer de trein bijna aan de top is, verschijnt boven in de toren de geest van Erik VI van Denemarken, die de Kärnan probeert te beschermen en daarmee de trein een achterwaartse vrije val doet maken. Na deze vrije val verdwijnt de geest en wordt de trein weer opgetakeld om vervolgens voorwaarts het parcours af te maken. De trein stort hierbij naar beneden, om vervolgens uit de toren naar buiten te schieten. De achtbaan loopt vervolgens via een hartvormig element naar een bochtig parcours, dat vervolgens weer terugkomt naar het Kärnan-complex en daar naar binnen gaat. De trein maakt tot slot nog een heartline roll alvorens hij het station weer in rijdt. Daar kunnen gasten de attractie uitstappen, om het complex vervolgens via de souvenirwinkel te verlaten.